# ريتشارد فينش
ريتشارد فينش (بالإنجليزية: Richard Finch)‏ هو موسيقي أمريكي، ولد في 23 يناير 1954 في إنديانابوليس في الولايات المتحدة.

## وصلات خارجية
- الموقع الرسمي
- ريتشارد فينش على موقع IMDb (الإنجليزية)
- ريتشارد فينش على موقع ميوزك برينز (الإنجليزية)
- ريتشارد فينش على موقع قاعدة بيانات برودواي على الإنترنت (الإنجليزية)
- ريتشارد فينش على موقع ديسكوغز (الإنجليزية)